# The Battle of Mexico City
The Battle of Mexico City is een video van de Amerikaanse rockband Rage Against the Machine. De VHS is uitgebracht door Sony Pictures Entertainment in 2001, terwijl de DVD-versie een jaar later volgde. Het originele plan was om de DVD in augustus 2001 uit te brengen, maar dit werd eerst een maand uitgesteld. Daarna ontstonden er sync-problemen met de schijf waardoor het uiteindelijk 2002 werd.
Het concert is opgenomen in het MX Palacio de Deportes op 19 oktober 1999, als onder deel van The Battle of Los Angeles-tour. Het optreden was speciaal voor de band vanwege de connecties van de leden (met name Zack de la Rocha) met de Mexicanen. Rage Against the Machine is een fervent aanhanger van het Zapatistisch Nationaal Bevrijdingsleger (EZLN). Tevens was het de eerste keer dat de band in Mexico speelden.
De DVD bevat enkele extra's: interviews met Noam Chomsky en Subcomandante Marcos (een leider van de Zapatisten), een interview met Zack de la Rocha en Tom Morello's Tour Of Mexico City.

## Tracklist
1. Start programma
2. "Testify"
3. "Guerrilla Radio"
4. Documentaire Deel I
5. "People of the Sun"
6. Documentaire Deel II
7. "Calm Like a Bomb"
8. Documentaire Deel III
9. "Sleep Now in the Fire"
10. "Born of a Broken Man"
11. "Bombtrack"
12. "Know Your Enemy"
13. Documentaire Deel IV
14. "No Shelter"
15. "War Within a Breath"
16. Documentaire Deel V
17. "Bulls on Parade"
18. "Killing in the Name"
19. "Zapata's Blood"
20. "Freedom"

### Duur interviews
1. "Interview Met Noam Chomsky" (11:44)
2. "Interview With Marcos" (9:26)
3. "Tom Morello's Tour of Mexico City"(1:52)

Het interview met Marcos was eigenlijk een videoboodschap met daarin zijn statements.